# Martin Olofsson
Martin Olofsson (* 12. Februar 1976) ist ein ehemaliger schwedischer Unihockeyspieler. Mit der schwedischen Nationalmannschaft wurde er zwischen 1996 und 2006 fünfmal in Serie Weltmeister.
Olofssons Mutterverein ist Själevads IBK. Später spielte er auch im Schweizer Malans (Alligator Malans) und in Örnsköldsvik. Mit dem dort ansässigen Verein Örnsköldsviks Innebandy konnte er 1998/99 und 1999/00 die Hauptrunde der Elitserien i innebandy gewinnen.
Für die Nationalmannschaft spielte er 74 mal und erzielte dabei 110 Scorerpunkte (58 Tore und 52 Vorlagen). Bei der WM 1996 wurde er 20-jährig bester Scorer des Turniers (16 Punkte in sieben Spielen) zusammen mit dem Tschechen Vladimír Fuchs. Auch bei den folgenden WM-Turnieren war er unter den besten Scorern anzutreffen, So wurde er 2000 hinter dem Finnen Tero Karppanen zweitbester Scorer (neun Punkte in fünf Spielen) genau so wie zwei Jahre später hinter seinem Landsmann Johan Andersson.
Seit der Saison 2007/08 trainiert er die Frauenmannschaft von Örnsköldsvik Innebandy sowie die schwedische Frauennationalmannschaft.